# Germaine Abessolo Bivina
Germaine Abessolo Bivina (* 9. Mai 1990 in Zoétélé) ist eine kamerunische Sprinterin.

## Sportliche Laufbahn
Erste internationale Erfahrungen sammelte Germaine Abessolo Bivina bei den Afrikameisterschaften 2014 in Marrakesch, bei denen sie mit 25,35 s im Vorlauf über 200 Meter ausschied und mit der kamerunischen 4-mal-100-Meter-Staffel in 46,33 s den fünften Platz belegte. Im Jahr darauf schied sie bei der Sommer-Universiade in Gwangju über 100 und 200 Meter in der ersten Runde aus. Anschließend erreichte sie bei den Afrikaspielen in Brazzaville in beiden Bewerben das Halbfinale und wurde mit der Staffel in 45,27 s Sechste. Zudem wurde sie mit der 4-mal-400-Meter-Staffel disqualifiziert. Auch bei den Afrikameisterschaften 2016 in Durban erreichte sie über 100 und 200 Meter das Halbfinale und belegte mit der 4-mal-100-Meter-Staffel in 46,23 s Rang sechs. 2017 gewann sie bei den Islamic Solidarity Games in Baku in 46,78 s die Bronzemedaille hinter den Mannschaften aus Bahrain und Nigeria. Zudem wurde sie mit 24,44 s Siebte im 200-Meter-Lauf. Es folgte der Gewinn der Silbermedaille mit der Staffel in 45,23 bei den Spielen der Frankophonie in Abidjan und Platz sechs über 200 Meter. Daraufhin nahm sie erneut an den Studentenweltspielen in Taipeh teil und erreichte im 100-Meter-Lauf das Viertelfinale und über 200 Meter das Halbfinale, in dem sie mit 24,46 s ausschied. 2018 nahm sie erstmals an den Commonwealth Games im australischen Gold Coast teil, bei denen sie mit 24,05 s im Halbfinale ausschied. Zudem erreichte sie mit der kamerunischen 4-mal-100-Meter-Staffel in 45,24 s den sechsten Rang. Im August gewann sie bei den Afrikameisterschaften in Asaba in 23,36 s die Silbermedaille hinter der Ivorerin Marie-Josée Ta Lou. Im 100-Meter-Bewerb schied sie mit 12,10 s im Halbfinale aus.

## Persönliche Bestzeiten
- 100 Meter: 11,55 s (+0,1 m/s), 22. Juni 2016 in Durban
- 200 Meter: 23,77 s (−0,4 m/s), 10. April 2018 in Gold Coast